# Bayerische D X
Die Lokomotiven der Gattung D X waren Nassdampflokomotiven der Königlich Bayerischen Staatsbahn.
Die von Krauss gebauten Lokomotiven ähnelten der Gattung D VIII, waren allerdings etwas kleiner und leichter. Wie die D VIII hatten sie eine Nachlaufachse, die mit der letzten Kuppelachse zu einem Krauss-Helmholtz-Lenkgestell verbunden war.

## Geschichte
Für die 1890/1892 eröffnete Bahnstrecke Passau–Freyung benötigte die Bayerische Staatsbahn neue leistungsfähige Lokomotiven, da die vorhandenen Loks der Gattung D VII zu schwach waren. Auf Grundlage der D VIII wurde eine Maschine mit maximal 11,5 Tonnen Achslast konstruiert. 1890 wurden zunächst sechs, 1893 weitere drei Exemplare mit etwas größeren Rädern gebaut. Die erste Maschine war aufgrund des fehlenden Kohlenkasten am Führerhaus nur 8.880 mm lang. Eingesetzt wurden die Lokomotiven ausschließlich auf den Strecken um Passau (Passau–Freyung, Waldkirchen–Haidmühle, Passau–Neumarkt-Sankt Veit, Vilshofen–Aidenbach und Vilshofen–Ortenburg) sowie auf der Bahnstrecke Zwiesel–Grafenau.
Alle Fahrzeuge wurden 1925 von der Deutschen Reichsbahn als Baureihe 9877 übernommen und waren bis 1931 im Dienst. Nur die Betriebsnummern 98 7706 und 98 7707 wurden bereits kurz nach der Umzeichnung ausgemustert.